# Col cuore in gola
Col cuore in gola, è un film del 1967 diretto da Tinto Brass. È stato liberamente ispirato dal romanzo Il sepolcro di carta di Sergio Donati.

## Trama
Bernard, un attore francofono, si trova a Londra per lavoro. Una notte rimane folgorato da una giovane donna molto sexy, Jane, che è rimasta incredula e spaventata davanti ad un uomo appena deceduto. Jane si troverà al centro di varie peripezie e pericoli e Bernard, innamorato di lei, la proteggerà al meglio delle sue forze. Intanto altri delitti si susseguono e Bernard scopre, a caro prezzo, che è proprio la sua amata l'assassina: ma ormai è troppo tardi.

## Il film
È il primo film di Brass girato a Londra, seguito da Nerosubianco e Dropout. Il film è ricco di riferimenti al mondo dell'arte contemporanea (op art), della musica e del fumetto, e si avvalse della collaborazione di Guido Crepax, che disegnò una quarantina di tavole di storyboard. Il film contiene molti riferimenti a Blow-Up di Michelangelo Antonioni.